# 沙漠猫
沙猫（学名：Felis margarita）是种小型猫科动物，生活在非洲和亚洲的沙漠中。在饲养的情况下可生活13年。

## 特征

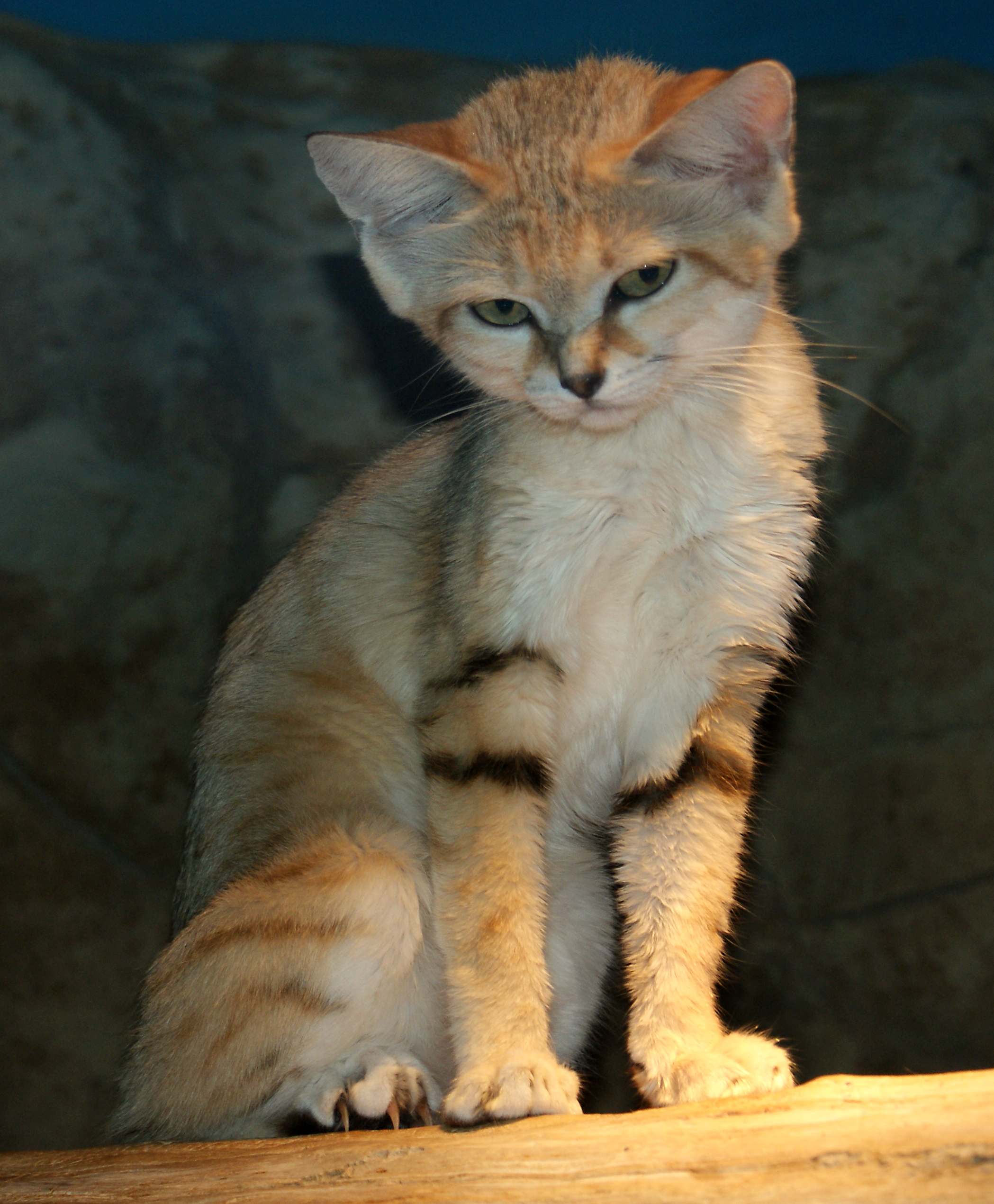
沙漠猫

成年沙漠猫体长约50厘米，尾长约30厘米，平均体重约2.7公斤；头宽肢短，耳大而尖。体毛呈沙黄色，身上有淡暗色的条纹，有时基本上看不见。在非洲亚种身上最为明显。尾尖的毛是黑色的，脚掌上的长毛防止皮肤被炎热的沙子灼伤。可以在5至52摄氏度下生存。

## 行为
沙漠猫为独居动物，仅在繁殖季节才会群聚。沙漠猫叫声似家猫，发情时亦发出尖锐响亮的叫声；还会通过在物体上留下抓痕以及留下尿液的方式进行交流。
沙漠猫为穴居，常利用狐狸或豪猪遗弃的洞穴，或是扩建由沙鼠或其他啮齿动物挖掘的小型洞穴。洞穴深度约为1.5米，一般挖掘于稍微倾斜的地面上，通常只有一个入口，但也有观察到两个或三个入口的洞穴。
在冬季，沙漠猫会在白天行动。但是在炎热的季节，它们主要在黄昏或夜间活动。沙漠猫的移动方式比较特殊：它们将腹部贴近地面快速移动，只会偶尔进行跳跃。沙漠猫可以突然冲刺至30到40公里的时速。
以色列的一项无线电遥测研究发现，沙漠猫的活动范围很广。一只雄性沙漠猫通常有16平方公里大小的活动范围。沙漠猫在夜间十分活跃，每晚会进行平均5.4公里的狩猎以及移动。它们曾被记录在一夜完成了5-10公里的长距离跋涉。
在黎明降临之前，沙漠猫会在洞穴的出入口采用相同的观察姿势。沙漠猫们之间可以互换所处的洞穴，但是它们不会在白天进行交换。
沙漠猫主要捕食小型啮齿类动物，在非洲，沙漠猫捕食非洲刺毛鼠，沙鼠，长耳跳鼠，以及幼年草兔；亦捕食拟戴胜百灵，漠百灵等小型鸟类，部分昆虫以及爬行动物，如体型小的荒漠巨蜥，须趾蜥，砂鱼蜥，沙丘壁虎，角蝰，沙蝰等。从猎物获取的水分已然满足沙漠猫的需要，不过在有水源的情况下它们也会饮水。捕杀猎物太多时，沙漠猫会将多余猎物埋在沙子里作为食物储备。沙漠猫常以沙土掩埋粪便。

## 亚种
目前确认有6个亚种：
- Felis margarita margarita，撒哈拉沙漠。

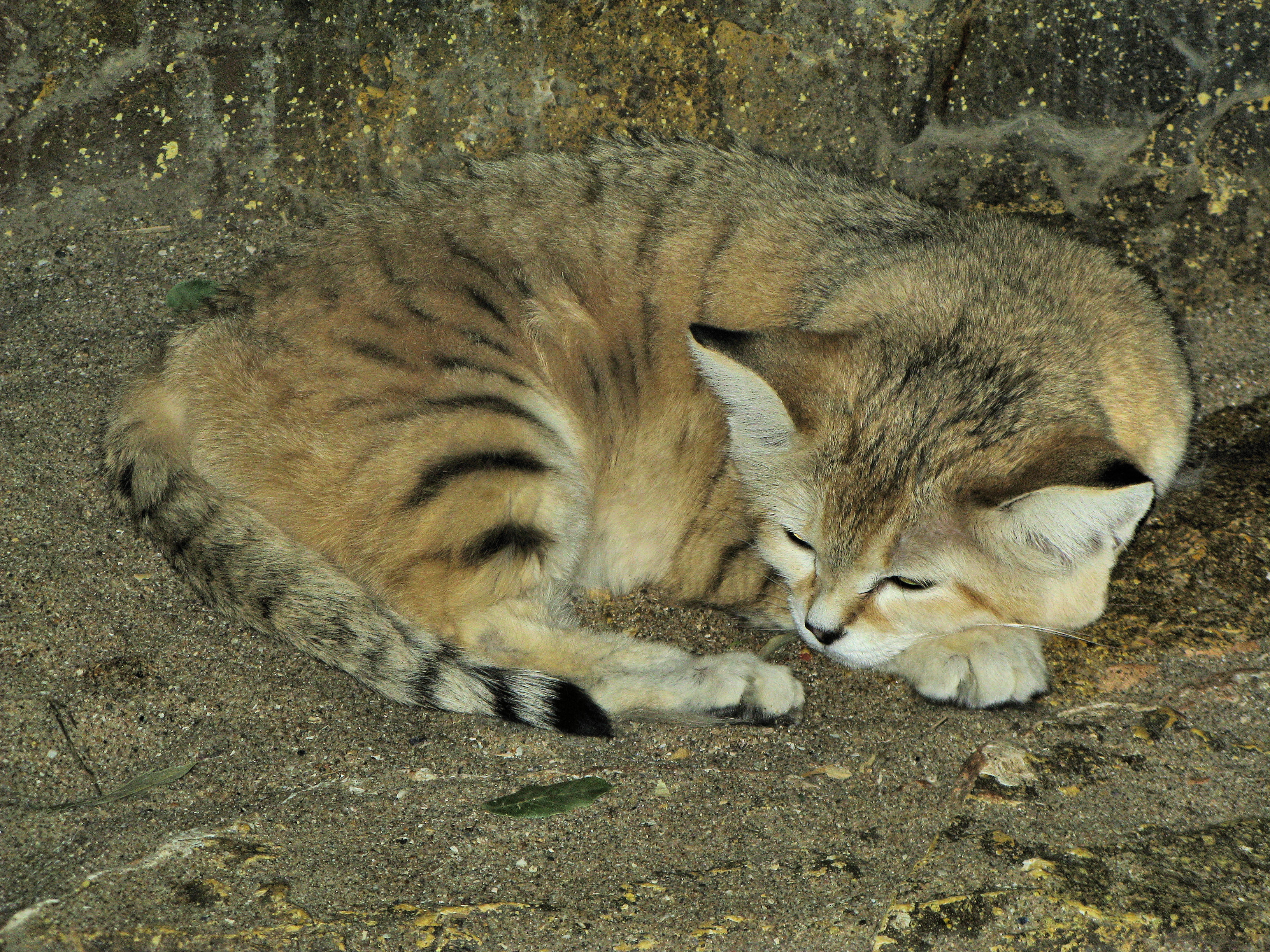
英国布里斯托动物园里的沙漠猫。

- Felis margarita airensis
- Felis margarita harrisoni， 阿拉伯。
- Felis margarita meinertzhageni
- Felis margarita thinobia，伊朗。
- Felis margarita scheffeli，巴基斯坦。

## 威胁因素
栖息地衰减是沙漠猫面临的主要威胁，人类的定居活动造成了脆弱的干旱生态系统正在迅速退化，尤其是放牧行为对其造成了更加严重的影响。沙漠猫主要猎食的小型哺乳动物需要有足够的植被，然而干旱，荒漠化，自然植被丧失都会让它们的数目发生较大幅度的波动。
沙漠猫的个性适合当宠物却不容易在饲养环境下生存及繁殖（一直有野生沙漠猫被偷抓去当宠物、但饲养他们的温度及湿度必须控制良好才能避免感染）。
沙漠猫也会被绿洲居民所设置的针对狐狸和豺狼的陷阱所杀死。在阿拉伯东南部偶尔会有此种事件的报道。在以色列，沙漠猫受到较大的食肉动物如狼，狞猫的威胁，而那些冒险接近人类聚集地的沙漠猫也会被狗伤害。

## 保护现状
沙漠猫位列《濒危野生动植物种国际贸易公约》附录二。IUCN曾将沙漠猫列为近危物种，2016年评估后，重新分级为无危；种群数量是否会进一步减少，尚不得而知。阿尔及利亚，伊朗，以色列，哈萨克斯坦，毛里塔尼亚，尼日尔，巴基斯坦和突尼斯禁止狩猎沙漠猫。
埃及，马里，摩洛哥，阿曼，沙特阿拉伯和阿拉伯联合酋长国没有对其进行法律保护。
耶路撒冷Biblical动物园在以色列的阿拉瓦沙漠启动了沙漠猫放归计划。几只被安置在适宜环境中的沙漠猫在野外放归后未能成功生存。

### 人工繁育
人工饲养下的沙漠猫极易发生上呼吸道感染，这是成年沙漠猫的主要死因；其中最常见者为猫传染性鼻气管炎。因此，沙漠猫须安置于恒温、低湿的环境中。
截止2009年7月，全球范围内45家繁育机构共饲养了200只沙漠猫。到2010年5月为止，29只被安置于美国动物协会认可的十二家机构内的沙漠猫参与了物种生存计划。
2010年1月，阿拉伯联合酋长国Al Ain 动物园宣布首次成功对沙漠猫实施体外受精和胚胎移植，两只沙漠猫幼崽通过此种技术诞生。2012年7月，在欧洲濒危物种计划的支持下，以色列Ramat Gan动物园成功繁育出四只小沙漠猫。